# Dyschirus filiformis
Dyschirus filiformis är en skalbaggsart som beskrevs av Leconte 1851. Dyschirus filiformis ingår i släktet Dyschirus och familjen jordlöpare. Inga underarter finns listade i Catalogue of Life.